# 比利亚兰德坎波斯
比利亚兰德坎波斯，是西班牙卡斯蒂利亚-莱昂巴利亚多利德省的一个市镇。总面积18平方公里，总人口52人（2001年），人口密度3人/平方公里。